# I-79
I-79 (Interstate 79) — межштатная автомагистраль в Соединённых Штатах Америки. Протяжённость магистрали — 343,24 мили (552,39 км). Проходит по территории двух штатов.
| Штат  | миль   | км     |
| ----- | ------ | ------ |
| WV    | 160,52 | 258,49 |
| PA    | 182,72 | 294,24 |
| Всего | 343,24 | 552,39 |

## Маршрут магистрали
Почти весь путь Interstate 79 располагается на плато Аллегейни. Несмотря на это, перепад высот на протяжении I-79 небольшой.
Южный конец Interstate 79 располагается в столице Западной Виргинии — Чарлстоне, на пересечении с Interstate 77. На протяжении первых 68 миль I-79 располагается на территории бассейна реки Элк. За это время I-79 дважды пересекает реку — в Фреймтауне и в Саттоне — и ни разу не отходит от неё на расстояние свыше 20—30 км. После Саттона маршрут I-79 почти параллелен US 19. Перед городом Эри в Пенсильвании I-79 пересекает Interstate 90, самую длинную межштатную магистраль США. В городе Эри Interstate 79 пересекает PA 5 и PA 290 и заканчивается.

## Основные развязки
- I-68, Моргантаун, Западная Виргиния
- I-70, Вашингтон, Пенсильвания
- I-76, Питтсбург, Пенсильвания
- I-80, Мерсер, Пенсильвания
- I-90, Эри, Пенсильвания